# Obertura trágica (Brahms)
La Obertura trágica, opus 81 (en alemán: Tragische Ouvertüre), es una obertura de concierto escrita por Johannes Brahms (1833-1897) en 1880 en la tonalidad de re menor. Fue estrenada el 27 de noviembre de 1881 en Meiningen bajo la dirección del autor.
La pieza fue compuesta en el mismo año que la Obertura del festival académico.

## Orquestación y estructura
La obra está orquestada para piccolo, dos flautas, dos oboes, dos clarinetes, dos fagotes, cuatro trompas, dos trompetas, tres trombones, tuba, tímpano y cuerdas. 
La pieza está escrita en forma de sonata, tiene una duración aproximada de trece minutos y está estructurada en tres secciones, todas en la tonalidad de re menor:
1. Allegro ma non troppo
2. Molto più moderato
3. Tempo primo ma tranquillo

La pieza mucho más personalizada y estructurada que la obertura del festival académico, ha suscitado, equivocadamente, varias tentivas de interpretación literaria. Como siempre en Brahms, no es más que una obra de música pura, pero muy representativa de su temperamento nórdico; tiene un carácter fogoso, rudo, huraño, con momentos en los que el motivo parece inmovilizarse e interiorizarse y, en la sección de desarrollo, un tema con ritmo de marcha atenuada y enigmática.